# Torrent del Villar
El Torrent del Villar és un torrent que discorre pels termes de Sant Feliu de Codines i de Bigues i Riells, al Vallès Oriental, en el darrer dels dos dins del territori del poble de Riells del Fai.
Es forma en el vessant nord-est del Serrat del Pinya, a prop de l'extrem nord-oest de la urbanització dels Saulons d'en Déu. Des d'aquest lloc davalla cap al nord, i al cap de 250 metres de recorregut troba el termenal entre Bigues i Riells i Sant Feliu de Codines, que ja no abandona en la resta de recorregut. Davalla cap al nord-nord-est, passant a ran de la important masia del Villar, que deixa a ponent, i de l'ermita de Santa Maria del Villar, que és a llevant. En aquest primer tram rep les aigües de la Font del Clara i de la Font del Villar, totes dues en terme codinenc. Al fons de la vall rep per l'esquerra dos torrents que provenen de ponent, de Sant Feliu de Codines, i en aquell lloc el torrent del Villar torç cap a l'est-nord-est.
Passa entre la Margeneda, a migdia, i el Bosquet d'en Lloberes, al nord, i separa les dues meitats de la urbanització del Racó del Bosc: al nord, la que pertany a Sant Feliu de Codines, al sud, la que és del terme municipal de Bigues i Riells. Just al nord d'on acaba aquesta urbanització, a la Mà Morta, es barreja amb la riera de Vallbona per tal de formar el torrent de la Bassella.

## Etimologia
Es tracta d'un topònim romànic de caràcter descriptiu: pren el nom de la masia del Villar, prop de la qual passa.